# Kamen Rider X
Kamen Rider X (仮面ライダーX Kamen Raidā Ekkusu, "Masked Rider X") là một bộ phim truyền hình tokusatsu của Nhật Bản. Nó được phát sóng vào năm 1974 trên Hệ thống phát thanh MBS và NET. Đây là phần thứ ba trong các chương trình tokusatsu của Kamen Rider Series.
Trong cuối phim Kamen Rider Decade: All Riders vs. Dai-Shocker, sau khi Decade đã biến thành Decadriver khổng lồ và kết hợp với Kamen Rider J và trở thành Jumbo Kamen Rider Decade Complete Form và sử dụng card Final Kamen Attack Form Ride thì tất cả Kamen Rider đều thành Rider card, Keisuke thì biến thành X Rider card.
Trong Kamen Rider x Kamen Rider: Fourze vs OOO: Movie Megamax thì X, Amazon và Stronger bị Tổ chức X biến thành Core Medal nhưng nhờ OOO mà họ đã được giải thoát.
Trong Toyline, đã sản xuất ra Kamen Rider X Gaia Memory, Kamen Rider X Auto Switch, Kamen Rider X Rider Ring và Kamen Rider X Lockseed.
Trong Heisei Rider vs. Showa Rider: Kamen Rider Taisen feat. Super Sentai theo kế hoạch của Takeshi (Kamen Rider 1), ông chiến đấu với Inui Takumi (Kamen Rider Faiz), sau đó 7 Heisei Rider và 7 Showa Rider đấu nhau, ông lại đấu với Takumi và cả hai đã chết (nhưng thật ra thì không chết và ông đã vào rừng Helheim sau đó). X Lockseed đã được gửi đến Murasame Ryo (Kamen Rider ZX) khi đang đóng giả Badan và nhờ Kouta (Kamen Rider Gaim), ông đã ra khỏi lỗ Crack và sau đó 30 Kamen Rider hợp tác đánh với Badan. Nhưng sau đó linh hồn của Masato Kusaka, người bạn đã chết của Inui Takumi, xuất hiện và bảo Takumi chết để anh ta được hồi sinh, sau đó Takumi tấn công anh và Haruto (Wizard) để bạn mình sống nhưng nhờ anh đấm Takumi một phát nên Takumi đã tỉnh ngộ và anh, Takumi và Haruto biến thành X Rider, Faiz Blaster và Wizard Infinity cùng hợp tác đánh với Badan.
Trong Kamen Rider 3: Super Heroes Taisen, anh ta cũng là một trong những Rider bị tẩy não, và anh ta được gọi là Shocker Rider X, nhưng nhờ Kamen Rider 3 nên anh đã trở lại bình thường, sau đó tất cả Rider hợp tác với Shuriken Sentai Ninninger tiêu diệt Shocker.

## Câu chuyện
Nhà khoa học người máy Keitaro Jin và con trai Keisuke bị cuốn vào chiến dịch khủng bố của một tổ chức xấu xa có tên là "G.O.D.". Họ bị tấn công và công nghệ của giáo sư bị đánh cắp, nhưng trước khi Keitaro chết, ông đã cố gắng phẫu thuật cho con trai mình. Với công nghệ chế tạo robot cuối cùng của mình, ông đã biến con trai mình thành "Kamen Rider X". Để trả thù cho cái chết của cha mình và đảm bảo sự an toàn của toàn thế giới, Keisuke sử dụng công nghệ này khi anh chiến đấu với những tay sai quái dị của G.O.D.

## Nhân vật

### Riders
| Kamen Rider X | Keisuke Jin |

Keisuke Jin / Kamen Rider X (神 敬介／仮面ライダーX (Thần Kính Giới) Jin Keisuke/Kamen Raidā Ekkusu, 1-23, Five Riders vs. King Dark & 24-35): Nhân vật chính của phim. Là con trai của nhà khoa học robot Keitarō Jin. Anh bị thương trong một đợt tấn công do Neptune (ネプチューン Nepuchūn, 1, Five Riders vs. King Dark & 27) của tổ chức G.O.D. nhằm đánh cắp công nghệ. Cha anh buộc phải sử dụng công nghệ của mình biến Keisuke thành một "Kaizorg" (イゾーグ Kaizōgu) để cứu mạng anh. Keisuke chiến đấu như Kamen Rider X với tổ chức G.O.D. để báo thù cho cha và cứu thế giới.
Khi bắt gặp quái vật G.O.D., anh intones: Set up! (セタップ！ Setappu!)
Ở gần cuối phim anh chuyển sang intones: Dai Henshin! (大変身！ Dai Henshin!)

### Đồng minh
- Tōbei Tachibana (立花 藤兵衛 Tachibana Tōbee?, 5-23, Five Riders vs. King Dark & 24-35): Người cố vấn và tri kỉ của Keisuke. Ông điều hành một quán cà phê nhỏ mang tên Coffee House COL, và nhân viên của ông thỉnh thoảng hỗ trợ Keisuke trong việc chống lại kế hoạch của G.O.D. Nhân vật này từng xuất hiện trong 2 serie trước của loạt Kamen Rider và cũng sẽ xuất hiện trong 2 serie sau đó.
- Keitaro Jin (神 敬太郎 Jin Keitarō?, 1-2): là cha của Keisuke và bạn của Dr.Noroi. Ông là một thiên tài người máy có công nghệ thu hút sự chú ý của G.O.D. Kết quả là ông cứu mạng con trai ông sau bị thương nặng bởi G.O.D. Warfare Agents bằng chính sinh mạng của mình. Tuy nhiên, ý thức của ông được chuyển đến Jin Station nằm trên biển. Ông đã tự phá huỷ nó khi nói rằng, mình chỉ làm cản trở sức chiến đấu của Keisuke nếu con trai ông cứ nhớ về ông.
- Ryoko Mizuki (水城 涼子 Mizuki Ryōko?, 1-8): vợ chưa cưới của Keisuke, phụ tá của Keitaro và cũng là một thành viên của G.O.D. Cô là một điều tra viên của Interpol và là điệp viên bí mật của G.O.D. Cô trở thành một cyborg phục vụ các nhiệm vụ do tổ chức G.O.D. yêu cầu. Danh tính thực sự của cô bị phơi bày khi cô bảo vệ một đứa trẻ khỏi Strong Arms Atlas và bị giết bởi General of G.O.D.
- Kiriko Mizuki (水城 霧子 Mizuki Kiriko?, 1-8): là em gái sinh đôi của Ryoko, cũng là một điều tra viên của Interpol. Dù sống xa cách với chị gái của mình nhưng cô vẫn cố gắng giữ liên lạc. Lúc đầu, Ryoko khiến Keisuke bối rối vì anh không được thông báo về sự tồn tại của cô, nhưng sau đó đã tiết lộ với Keisuke rằng hai người là một cặp song sinh. Cô chết khi bảo vệ Keisuke khỏi mũi tên của Strong Arms Atlas. Ngay trước khi chết, cô tuyệt vọng nói với Keisuke rằng: "Em muốn anh tin rằng chị gái em vẫn là hôn thê của anh".
- Chiko (チコ Chiko?, 15-35): là sinh viên của trường đại học Jōhoku và là nhân viên của quán cà phê COL. Cô đã tham gia vào trận chiến vì tình cờ nghe được cuốn băng lệnh của G.O.D. và Keisuke cứu cô thoát khỏi nơi nguy hiểm. Là một học giả tò mò, cô rơi vào tay một con quái vật đang không ngừng tiếp cận cô, và thường rơi vào tình trạng khủng hoảng. Cô sống với Mako. Cô có mái tóc dài thẳng và vóc dáng thanh mảnh.
- Mako (マコ Mako?, 15-35): là bạn thân của Chiko và cũng là nhân viên của quán cà phê COL. Cô thường cùng với Tōbei và Chiko bị G.O.D. bắt làm con tin. Cô tự hào rằng mình chưa bao giờ bị cảm lạnh và là một người háu ăn. Không giống như Chiko luôn lo lắng, cô có một sự lạc quan về mọi thứ, chẳng hạn như "Nếu điều gì đó tồi tệ xảy ra, hãy từ bỏ".

| Kamen Rider 2  | Hayato Ichimonji |
| Kamen Rider V3 | Shiro Kazami     |

## G.O.D.
G.O.D. (Ｇ・Ｏ・Ｄ・ Goddo) là một tổ chức bí mật tập hợp các nước đối lập bắt tay nhau và sử dụng cyborg kaijin để cố gắng giành quyền thống trị thế giới. Tên của nó là viết tắt của "Government of Darkness" (暗黒政府 Ankoku Seifu). Các con quái vật của G.O.D. dựa trên Thần thoại Hy Lạp và các nhân vật lịch sử hoặc hư cấu.

### Tổng chỉ huy của G.O.D.
G.O.D. General Commander (Ｇ・Ｏ・Ｄ・総司令 Goddo Sō Shirei): Người cai trị cao nhất của tổ chức và nhân vật phản diện chính của bộ phim. General of G.O.D. là một người đàn ông bí ẩn ra lệnh cho quái vật sử dụng nhiều vật thể khác nhau giống máy ghi âm ghi lại mệnh lệnh của mình.

### G.O.D. General
- Apollo Geist (アポロガイスト Aporo Gaisuto?, 8-14): giám đốc an ninh của G.O.D. được giao nhiệm vụ xử tử bất kỳ thành viên nào của tổ chức không còn hữu dụng. Ác thần thái dương ban đầu xuất hiện trong dáng vẻ của một người đàn ông mặc bộ tuxedo trắng với găng tay đen. Ông invokes: Apollo Change (アポロチェンジ Aporo Chenji?) trước khi biến thành hình dạng thật là một cyborg bọc thép được trang bị một khiên tròn và một khẩu súng. Ông lập kế hoạch tiêu diệt X-Rider bằng cách bắt tay và cho nổ nhưng thất bại. Ông bị tiêu diệt bởi X Finishing Kick của Kamen Rider X. Sau đó bộ giáp của ông được phục hồi bởi hai nhà khoa học của G.O.D. và ông trở thành Revived Apollo Geist (再生アポロガイスト Saisei Aporo Gaisuto?, 16-21). Như một phương sách cuối cùng, anh ta giả dạng một quả cầu lửa khổng lồ nhưng cuối cùng đã bị X Kick của X phá hủy.
- King Dark (キングダーク Kingu Dāku?, 22, Five Riders vs. King Dark, 32 & 35): Vị tướng chỉ huy thứ hai của G.O.D. xuất hiện sau thất bại của Apollo Geist và chế giễu X. Là một con robot khổng lồ đã được nhắc tới trước đó bởi G.O.D. General Commander. Hắn có thể bắn tia laser từ mắt, phóng tên lửa từ ngón tay, thở ra khí độc và có thể sử dụng cánh tay to lớn của mình để vuốt. Trong Five Riders vs King Dark, hắn còn có thể hồi sinh kaijin. Ông đã bị phá hủy bởi một chức năng tự hủy mà Tiến sĩ Noroi kích hoạt trước khi chết.
- Dr. Noroi (呪博士 Noroi Hakase?, 35): Vị tướng chỉ huy cuối cùng của G.O.D. xuất hiện sau thất bại của King Dark và là bạn của Keitaro tại trường đại học Jōhaku với vai trò như một thầy giáo. Bị phá hủy trong sự hủy diệt của King Dark sau khi bị đâm bởi Ridol Whip của X cùng với Scorpion-Geronimo Jr. (サソリジェロニモJrSasori Jeronimo Junia, 35).

Lower Commanders
- Aota (青田 Aota?, 14)
- Dr.Kawakami (川上博士 Kawakami Hakase?, 15 & 16)
- Dr.Daigo Miyamoto (宮本大悟博士 Miyamoto Daigo Hakase?, 15-16 & 21)
- Koichi Nanbara (南原光一 Nanbara Kōichi?, 23)

### Another
- G.O.D. Warfare Agent (Ｇ・Ｏ・Ｄ・戦闘工作員 Goddo Sentō Kōsakuin?): những người lính mặc đồng phục đen có in logo của G.O.D. ở phía trước và áo choàng màu đỏ đằng sau. Họ không chỉ mang giáo, họ còn cầm súng lục và súng máy.
- Mythology Monsters (神話怪人 Shinwa Kaijin?): là những con quái vật G.O.D. mang hình dáng Thần thoại Hy Lạp gây hại cho con người trong Kamen Rider X và là kẻ thù mà X thường xuyên tiêu diệt.
- Villain Monsters (悪人怪人 Akunin Kaijin?): là những con quái vật G.O.D. mang hình dáng động vật và nhân vật lịch sử hoặc hư cấu gây hại cho con người trong Kamen Rider X và là kẻ thù mà X thường xuyên tiêu diệt.

| G.O.D. Rider | Chameleon-Phantom |

- Chameleon-Phantom / G.O.D. Rider (カメレオンファントマ／Ｇ・Ｏ・Ｄ・ライダー Kamereon Fantoma / G.O.D. Raidā?, 29): là một quái vật G.O.D. có hình dạng thật là một con chameleon dựa trên hình tượng nhân vật chính trong tác phẩm cùng tên Fantômas và đã biến hình thành G.O.D. Rider. Có thể cải trang thành người, có một chiếc lưỡi có thể mở rộng và có thể dịch chuyển tức thời. Cuối cùng bị phá huỷ bởi cú X kick kết hợp với Shinkuu Jigoku Guruma của X.

## Tập phim
| Episode | Tên tập phim                            | Tên tập phim                                  | Tên tập phim                                             | Đạo diễn          | Biên kịch                  | Ngày phát sóng gốc   |
| Episode | Tiếng Nhật                              | Phiên âm                                      | Tiếng Việt                                               | Đạo diễn          | Biên kịch                  | Ngày phát sóng gốc   |
| ------- | --------------------------------------- | --------------------------------------------- | -------------------------------------------------------- | ----------------- | -------------------------- | -------------------- |
| 1       | X・X・Xライダー誕生！！                 | Ekkusu Ekkusu Ekkusu Raidā Tanjō!!            | X-X-X-Rider được khai sinh!!                             | Itaru Orita       | Shukei Nagasaka            | 16 tháng 2 năm 1974  |
| 2       | 走れクルーザー！Xライダー！！           | Hashire Kurūzā! Ekkusu Raidā!!                | Lướt đi, tàu tuần dương! X-Rider!!                       | Itaru Orita       | Shukei Nagasaka            | 23 tháng 2 năm 1974  |
| 3       | 暗殺 黒ぐも作戦！！                     | Ansatsu Kurogumo Sakusen!!                    | Chiến lược ám sát Dark Spider!!                          | Issaku Uchida     | Masaru Igami               | 2 tháng 3 năm 1974   |
| 4       | ゴッド恐怖の影！！                      | Goddo Kyōfu no Kage!!                         | G.O.D., cái bóng của sự sợ hãi!!                         | Issaku Uchida     | Masaru Igami               | 9 tháng 3 năm 1974   |
| 5       | 一つ目怪人の人さらい作戦！              | Hitotsume Kaijin no Hitosarai Sakusen!        | Chiến dịch bắt cóc con người của quái vật One-Eyed       | Katsuhiko Taguchi | Ikuro Suzuki               | 16 tháng 3 năm 1974  |
| 6       | 日本列島ズタズタ作戦！                  | Nihon Rettō Zutazuta Sakusen!                 | Kế hoạch phân mảnh quần đảo Nhật Bản!                    | Katsuhiko Taguchi | Ikuro Suzuki               | 23 tháng 3 năm 1974  |
| 7       | 恐怖の天才人間計画！                    | Kyōfu no Tensai Ningen Keikaku!               | Dự án con người thiên tài khủng khiếp!                   | Itaru Orita       | Shukei Nagasaka            | 30 tháng 3 năm 1974  |
| 8       | 怪！？小地球・中地球・大地球            | Kai!?Shōchikyū Chūchikyū Daichikyū            | Huyền bí!? Tiểu địa - Trung địa - Đại địa                | Itaru Orita       | Shukei Nagasaka            | 6 tháng 4 năm 1974   |
| 9       | Xライダー必殺大特訓                     | Ekkusu Raidā Hissatsu Dai Tokkun              | Khoá huấn luyện đặc biệt của X-Rider                     | Issaku Uchida     | Masaru Igami               | 13 tháng 4 năm 1974  |
| 10      | ゴッド秘密警察！アポロガイスト！！      | Goddo Himitsu Keisatsu! Aporo Gaisuto!!       | Chỉ huy bí mật của G.O.D.! Apollo Geist!!                | Issaku Uchida     | Masaru Igami               | 20 tháng 4 năm 1974  |
| 11      | 不死身の水蛇怪人ヒュドラー！            | Fujimi no Mizuhebi Kaijin Hyudorā!            | Quái vật rắn nước bất khả xâm phạm Hydra!                | Itaru Orita       | Ikuro Suzuki               | 27 tháng 4 năm 1974  |
| 12      | 超能力少女をさらえ！                    | Chōnōryoku Shōjo o Sarae!                     | Quét sạch ESPer Girl!                                    | Itaru Orita       | Ikuro Suzuki               | 4 tháng 5 năm 1974   |
| 13      | ゴッドラダムスの大予言！                | Goddoradamusu no Dai Yogen!                   | Lời tiên tri tuyệt vời của Godradamus!                   | Issaku Uchida     | Masaru Igami               | 11 tháng 5 năm 1974  |
| 14      | アポロガイスト くるい虫地獄             | Aporo Gaisuto Kurui Mushi Jigoku              | Thế giới ngầm côn trùng điên của Apollo Geist            | Issaku Uchida     | Masaru Igami               | 18 tháng 5 năm 1974  |
| 15      | ゴッド秘密基地！Xライダー潜入す！！     | Goddo Himitsu Kichi! Ekkusu Raidā Sennyū su!! | Căn cứ bí mật của G.O.D.! X-Rider lẻn vào!!              | Itaru Orita       | Masaru Igami               | 25 tháng 5 năm 1974  |
| 16      | 逆襲アポロガイスト！Xライダー危うし！！ | Gyakushū Aporo Gaisuto! Ekkusu Raidā Ayaushi  | Apollo Geist phản công! X-Rider gặp nguy hiểm!!          | Itaru Orita       | Masaru Igami               | 1 tháng 6 năm 1974   |
| 17      | 恐い！人間が本にされる！！              | Kowai! Ningen ga Hon ni Sareru!!              | Đáng sợ! Con người đang bị biến thành sách!!             | Minoru Yamada     | Shozo Murayama             | 8 tháng 6 năm 1974   |
| 18      | 恐い！ゴッドの化けネコ作戦だ！！        | Kowai! Goddo no Bakeneko Sakusen da!!         | Đáng sợ! Đó là chiến dịch nguỵ trang mèo của G.O.D.!     | Minoru Yamada     | Ikuro Suzuki               | 15 tháng 6 năm 1974  |
| 19      | ゆうれい館で死人がよぶ！！              | Yūrei Yakata de Shinin ga Yobu!!              | Cuộc gọi của xác chết tại căn biệt thự ma!!              | Itaru Orita       | Ikuro Suzuki               | 22 tháng 6 năm 1974  |
| 20      | おばけ！？謎の蛇人間あらわれる！！      | Obake!? Nazo no Hebi Ningen Arawareru!!       | Một con ma!? Người rắn Salamander-Gong bí ẩn xuất hiện!! | Itaru Orita       | Masayuki Shimada           | 29 tháng 6 năm 1974  |
| 21      | アポロガイスト 最後の総攻撃！！         | Aporo Gaisuto Saigo no Sōkōgeki!!             | Cuộc chỉ huy tấn công cuối cùng của Apollo Geist!!       | Issaku Uchida     | Masaru Igami               | 6 tháng 7 năm 1974   |
| 22      | 恐怖の大巨人！キングダーク出現！！      | Kyōfu no Dai Kyojin! Kingu Dāku Shutsugen!!   | Chiến binh khổng lồ đáng sợ! King Dark xuất hiện!!       | Issaku Uchida     | Masaru Igami               | 13 tháng 7 năm 1974  |
| 23      | キングダーク！悪魔の発明！！            | Kingu Dāku! Akuma no Hatsumei!!               | King Dark! Phát minh của ma quỷ!!                        | Katsuhiko Taguchi | Masaru Igami               | 20 tháng 7 năm 1974  |
| 24      | 復しゅう鬼ジェロニモ！音もなく襲う！！  | Fukushūki Jeronimo! Oto mo Naku Osō!!         | Trả thù quỷ Scorpion-Geronimo! Cuộc tấn công thầm lặng!! | Katsuhiko Taguchi | Masaru Igami               | 27 tháng 7 năm 1974  |
| 25      | 謎の怪盗カブト虫ルパン！！              | Nazo no Kaitō Kabutomushi Rupan!!             | Kẻ trộm bí ẩn, Horned Beetle-Lupin!!                     | Issaku Uchida     | Ikuro Suzuki               | 3 tháng 8 năm 1974   |
| 26      | 地獄の独裁者ヒトデヒットラー！！        | Jigoku no Dokusaisha Hitode Hittorā!!         | Nhà độc tài thế giới ngầm, Starfish-Hitler!!             | Issaku Uchida     | Ikuro Suzuki               | 10 tháng 8 năm 1974  |
| 27      | 特集 5人ライダー勢ぞろい！              | Tokushū Gonin Raidā Seizoroi!!                | Phiên bản đặc biệt, lực lượng đầy đủ của Five Riders!!   | Issaku Uchida     | Kimio Hirayama & Seiji Abe | 17 tháng 8 năm 1974  |
| 28      | 見よ！Xライダーの大変身！！             | Mi yo! Ekkusu Raidā no Dai Henshin!!          | Nhìn cho kỹ! Lần biến hình vĩ đại của X-Rider!!          | Issaku Uchida     | Shozo Murayama             | 24 tháng 8 năm 1974  |
| 29      | 死闘！！Xライダー対Xライダー！！        | Shitō! Ekkusu Raidā Tai Ekkusu Raidā!!        | Tử chiến!! X-Rider đấu với X-Rider!!                     | Katsuhiko Taguchi | Ikuro Suzuki               | 31 tháng 8 năm 1974  |
| 30      | 血がほしいー！しびと沼の怪人！！        | Chi ga Hoshī! Shibito Numa no Kaijin!!        | Tôi muốn máu! Quái vật của Đầm lầy xác chết!!            | Katsuhiko Taguchi | Ikuro Suzuki               | 7 tháng 9 năm 1974   |
| 31      | 立て！キングダーク！！                  | Tate! Kingu Dāku!!                            | Đứng lên! King Dark!!                                    | Itaru Orita       | Shozo Murayama             | 14 tháng 9 năm 1974  |
| 32      | 対決！キングダーク対Xライダー           | Taiketsu! Kingu Dāku Tai Ekkusu Raidā         | Cuộc đối đầu! King Dark đấu với X Rider                  | Itaru Orita       | Masaru Igami               | 21 tháng 9 năm 1974  |
| 33      | 恐怖！キングダークの復しゅう！！        | Kyōfu! Kingu Dāku no Fukushū!!                | Nỗi sợ! Sự trả thù của King Dark!!                       | Issaku Uchida     | Shozo Murayama             | 28 tháng 9 năm 1974  |
| 34      | 恐怖の武器が三人ライダーを狙う！！      | Kyōfu no Buki ga Sannin Raidā o Nerau!!       | Vũ khí khủng bố nhắm vào Three Riders!!                  | Issaku Uchida     | Ikuro Suzuki               | 5 tháng 10 năm 1974  |
| 35      | さらばＸライダー                        | Saraba Ekkusu Raidā                           | Tạm biệt, X-Rider                                        | Itaru Orita       | Masaru Igami               | 12 tháng 10 năm 1974 |

## Movie
- 1974: Kamen Rider X (劇場版 仮面ライダーX Gekijō-ban Kamen Raidā Ekkusu?) - phiên bản phim cho tập 3
- 1974: Five Riders vs. King Dark (五人ライダー対キングダーク Gonin Raidā tai Kingu Dāku?)

## Diễn viên
- Ryo Hayami (速水亮 Hayami Ryō?): Keisuke Jin
- Akiji Kobayashi / Shōji Kobayashi / Issei Mori (小林昭二 Kobayashi Akiji?): Tōbei Tachibana
- Jun Tazaki (田崎潤 Tazaki Jun?): Keitaro Jin
- Naoko Miyama (美山尚子 Miyama Naoko?): Ryoko Mizuki & Kiriko Mizuki
- Yasuhiko Uchida (打田康比古 Uchida Yasuhiko?): Apollo Geist
- Ayao Wada / Fumio Wada (和田文夫/和田文夫 Wada Ayao / Wada Fumio?): King Dark/Dr.Noroi (giọng nói)
- Chisako Kosaka (小坂チサ子 Kosaka Chisako?): Chiko
- Miyuki Hayata (早田みゆき Hayata Miyuki?): Mako
- Osamu Saka (阪脩 Saka Osamu?): G.O.D. General Commander (giọng nói)
- Yoshitaka Sato/Shinji Nakae (佐藤良孝/中江真司 Satō Yoshitaka/Nakae Shinji?) - Người dẫn chuyện.

## Nhạc phim
Opening theme
- "Set Up! Kamen Rider X" (セタップ！仮面ライダーX Setappu! Kamen Raidā Ekkusu?)
  - Lyrics: Shotaro Ishinomori
  - Composition: Shunsuke Kikuchi
  - Artist: Ichirou Mizuki

Ending theme
- "Ore wa X X Rider" (俺はX.X.ライダー Ore wa X X Raidā?, "I am X X Rider")
  - Lyrics: Saburo Yatsude
  - Composition: Shunsuke Kikuchi
  - Artist: Ichirou Mizuki

## Other Media

### Manga
1. Kamen Rider X (TV Magazine manga) (仮面ライダーX Kamen Raidā Ekkusu?)
2. Kamen Rider X (Adventure King manga) (仮面ライダーX Kamen Raidā Ekkusu?)
3. Kamen Rider X (TV Land manga) (仮面ライダーX Kamen Raidā Ekkusu?)
4. Kamen Rider X (Tanoshi Youchien manga) (仮面ライダーX Kamen Raidā Ekkusu?)
5. Kamen Rider X (O Tomodachi manga) (仮面ライダーX Kamen Raidā Ekkusu?)
6. Kamen Rider X (Disneyland manga) (仮面ライダーX Kamen Raidā Ekkusu?)
7. Kamen Rider (1978 manga) (仮面ライダー Kamen Raidā?)

### S.I.C. Hero Saga
1. Son of Zeus (ゼウスの息子 Zeusu no Musuko?)

## Other Songs
- Shiroi Dangan Cruiser
- Totsugeki Kamen Rider X
- X Rider Action
- X Rider Boku-Ra No Nakama
- X Rider Shiritori Uta
- X Mecha No Uta
- Rider Sanka
- Goddo No March
- Keisuke Jin No Uta